# Перехоплення
Перехоплення (англ. Waist Deep) — американський драматичний гостросюжетний фільм 2006 року режисера Вонді Кертіс-Голла.

## Сюжет
Фільм про колишнього шахрая, який намагається стати на істинний шлях. Історія приймає крутий поворот, коли безжалісний наркобарон викрадає його сина і вимагає викуп. Узявши в напарники вуличну шахрайку і свого двоюрідного брата, батько пускається в погоню. Він відважно пересувається по злочинних вулицях Лос-Анджелеса, щоб перехитрити лиходіїв і врятувати сина.